# Dimitri Yachvili
Dimitri Yachvili (Brive, 19 de septiembre de 1980) es un exjugador francés de rugby que se desempeñaba como medio scrum. Yachvili jugó con Les Blues de 2002 a 2012 anotando 373 puntos, ganó 4 veces el Seis Naciones y fue Subcampeón del Mundo.

#### Biografía
Es hijo de Michel Yachvili, también jugador de rugby y de la selección francesa. Su dos hermanos Grégoire Yachvili y Charles Edouard Yachvili son a su vez también jugadores de rugby. Su abuelo, Charles, fue un soldado georgiano del Ejército Rojo que durante la Segunda Guerra Mundial fue hecho prisionero por la Wehrmacht y enviado a un campo de concentración en Francia, del cual consiguió evadirse. 
Una vez fuera colaboró con la resistencia, principalmente en la región de Limousin donde una vez acabadas las hostilidades se instaló definitivamente.

### Selección nacional
Su debut con la selección nacional fue el 23 de noviembre de 2002 frente a Canadá.

#### Participaciones en el Torneo de las Seis Naciones
- Victoria en el Torneo de las Seis Naciones de 2004, 2006, 2007 y 2010.
- Grand Slam en los torneos de 2004 y 2010.

## Participaciones enCopas del Mundo
| Mundial                       | Sede          | Resultado     | PJ | Pts |
| ----------------------------- | ------------- | ------------- | -- | --- |
| Copa Mundial de Rugby de 2003 | Australia     | Cuarto puesto | 2  | 11  |
| Copa Mundial de Rugby de 2011 | Nueva Zelanda | Subcampeón    | 5  | 39  |

## Palmarés
- Campeón del Top 14 de 2005 y 2006.
- Subcampeón de la Copa Heineken 2006.
- Seleccionado para  jugar con los Barbarians

- Datos: Q2608846
- Multimedia: Dimitri Yachvili / Q2608846